# 그리스의 소리

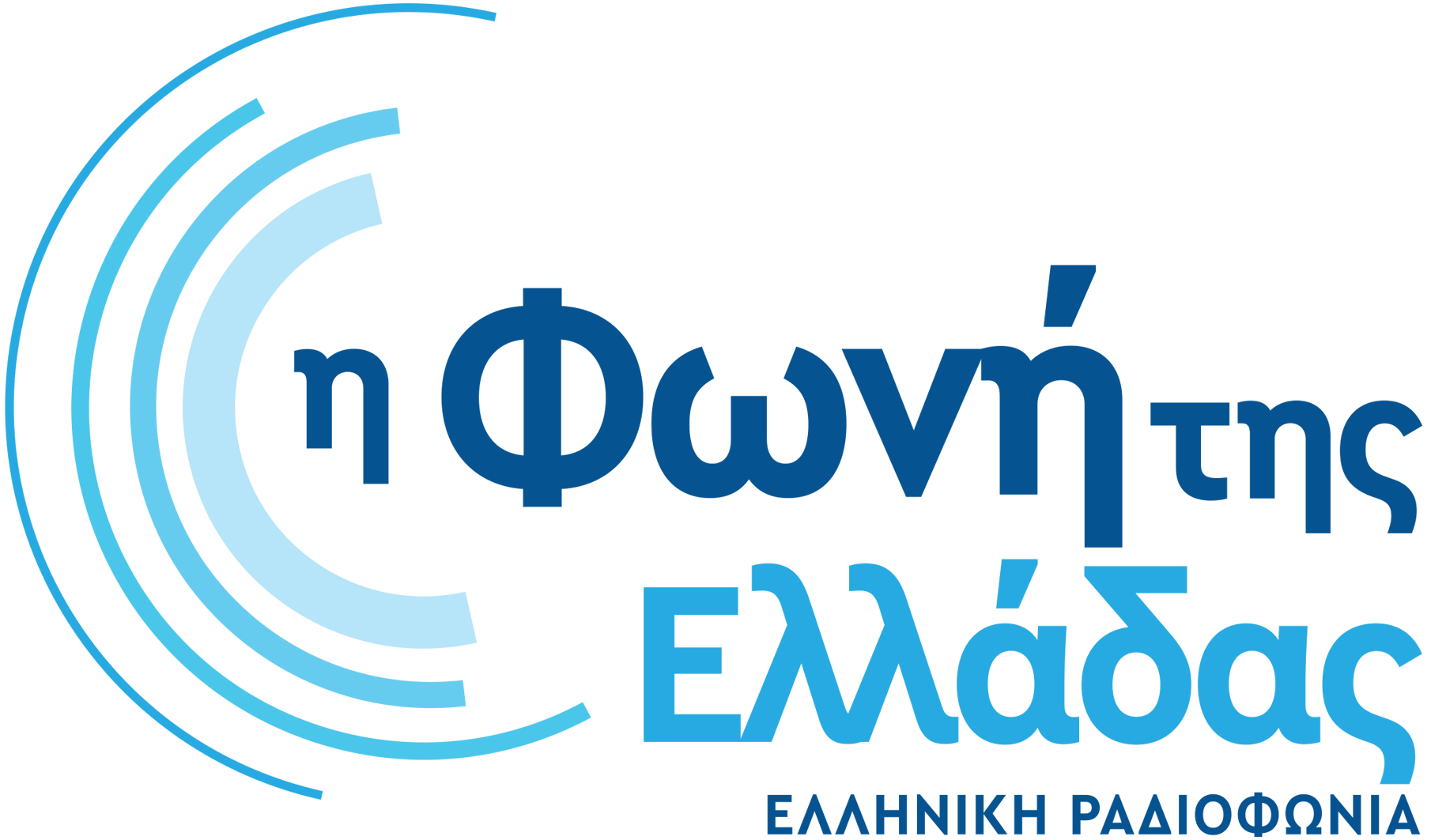

그리스의 소리(그리스어: Η ΦΩΝΗ ΤΗΣ ΕΛΛΑΔΑΣ)는 그리스의 국제방송국이다. 1938년에 설립되었다. 본사는 그리스의 수도 아테네에 위치해 있다. 현재 12개의 언어로 방송하고 있다.

## 방송 언어
- 영어
- 독일어
- 에스파냐어
- 러시아어
- 폴란드어
- 알바니아어
- 루마니아어
- 세르비아어
- 튀르키예어
- 아랍어